# 藏珍珠菜
藏珍珠菜（学名：Lysimachia tsarongensis）是报春花科珍珠菜属的植物，是中国的特有植物。分布于中国大陆的云南等地，常生长在溪边湿润草地上，目前尚未由人工引种栽培。